# Horidiplosis fici
Horidiplosis fici är en tvåvingeart som beskrevs av Ephraim Porter Felt 1920. Horidiplosis fici ingår i släktet Horidiplosis och familjen gallmyggor. Inga underarter finns listade i Catalogue of Life.